# HD 204228
HD 204228，又名CP-54 9872，SAO 247043、HR 8211，是一颗恒星，视星等为6.39，位于銀經342.89，銀緯-44.57，其B1900.0坐标为赤經21h 21m 57.4s，赤緯-54° -44.57′ 25″。